# Quiaude
La quiaude est une soupe de poisson épaisse, traditionnellement concoctée en Gaspésie avec les résidus de la pêche commerciale. 

## Étymologie et histoire
Il n'est pas clair à savoir d'où provient exactement la quiaude. Tout comme la plupart des régions côtières où la pêche occupe une place importante, les pêcheurs gaspésiens et acadiens utilisaient une partie de leur pêche afin de préparer des plats nourrissants et facile de concoction, sous forme de soupe épaisse. En Europe, cette façon de faire a notamment accouchée de spécialités comme la bouillabaisse à Marseille et la chaudrée en Vendée. C'est probablement dans le colportage de ces pratiques de la côte atlantique française aux pêcheries nord-américaines qu'il convient de trouver l'origine de plats comme la quiaude. 
En Nouvelle-Angleterre, la chowder désigne une spécialité proche mais distincte, qui est aussi présente dans la province sous le nom de chaudrée de palourdes.  Le nom anglais lui-même provient probablement d'une adaptation du terme français "chaudrée" ou "chaudière". La chaudrée de palourdes incorpore plutôt des fruits de mer et est beaucoup plus épaisse, utilisant de la crème et du lait. 
Étymologiquement, le vocable quiaude renvoie aux parlers d'oïl du nord de la ligne Joret, là où le /ka/ latin a été conservé. Ainsi, dans le Boulonnais, la soupe de poisson traditionnelle des pêcheurs est appelée caudière. Au nord de ce même isoglosse, le mot "chaud" se prononçait caud. Aux Îles de la Madeleine, la soupe de poisson est appelée "tchaude", qui résulte d'une palatisation de la première syllabe du mot "chaude". 
Le mot pourrait donc venir soit d'une apocope de caudière soit directement du mot caude, avec la prononciation d'une ancienne triphtongue comme cela était encore fréquent en français classique (siau pour seau, iau pour eau, etc.).

## Ingrédients et caractéristiques
La quiaude est une soupe aromatisée à l'aide des résidus du salage de la morue : les têtes, bajoues, foies, nauves (chair entourant l'arrête) et langues. Elle peut aussi contenir des lardons, des pommes de terre, des navets, des oignons. Le bouillon obtenu est épaissi avec de la farine, parfois grillée. Certaines recettes incorporent du beurre, voire du lait et de la crème. Des morceaux de poisson peuvent être ajoutés, comme du turbot, de l'esturgeon ou du saumon. 